# Arenzana de Arriba
Arenzana de Arriba is een gemeente in de Spaanse provincie en regio La Rioja met een oppervlakte van 5,92 km². Arenzana de Arriba telt 29 inwoners (1 januari 2016).

## Demografische ontwikkeling
Bron: INE, 1857-2011: volkstellingen
Opm.: Tussen 1910 en 1920 behoorde Arenzana de Arriba tot de gemeente Tricio